# Paepalanthus bongardii
Paepalanthus bongardii é uma espécie botânica do gênero Paepalanthus pertencente à família Eriocaulaceae.